# 앙리 1세 드 기즈 공작
앙리 1세 드 기즈(Henri Ier de Guise)는 프랑스의 귀족이다. 프랑수아 드 기즈 공작과 안나 데스테의 장남이다.